# Rhinoecetes robustus
Rhinoecetes robustus is een vlokreeftensoort uit de familie van de Ischyroceridae. De wetenschappelijke naam van de soort is voor het eerst geldig gepubliceerd in 1983 door Just.